# Heilige Drei Könige (Oberbachem)
Koordinaten: 50° 38′ 12,8″ N, 7° 9′ 36,2″ O
Die römisch-katholische Kirche Heilige Drei Könige steht in der Ortschaft Oberbachem der Gemeinde Wachtberg im Rhein-Sieg-Kreis (Nordrhein-Westfalen). Sie war bis zum 31. Dezember 2009 Pfarrkirche der gleichnamigen Pfarrei in Oberbachem. Seit 1. Januar 2010 ist sie eine Filialkirche der neu gegründeten Katholischen Kirchengemeinde St. Marien Wachtberg im Kreisdekanat Rhein-Sieg-Kreis im Erzbistum Köln.
Die Kirche steht als Baudenkmal unter Denkmalschutz und ist unter Nummer 42 in der Liste der Baudenkmäler in Wachtberg eingetragen.

## Vorgängerbauten
Das erste erwähnte Kirchengebäude in Oberbachem ist eine Holzkapelle, die zur Frankenzeit um das Jahr 830 gestiftet wurde und der Heiligen Maria geweiht war.
Sie war Teil des Blankenheimer Fronhofs in Bacheim, um den sich mit Ließem, Gimmersdorf, Kürrighoven und dem damaligen Hochheim weitere Siedlungen gruppierten. Dieses Gebiet bildete Ende des 13. Jahrhunderts eine selbstständige Pfarrei, die spätere Pfarrei Heilige Drei Könige. Die jeweiligen Eigentümer des Fronhofs hatten bis zum Ende des 18. Jahrhunderts das Patronatsrecht für die Marienkapelle und die Nachfolgebauten inne. Von 856 an war dies die Reichsabtei Prüm und ab 1301 die Herren von Blankenheim und deren Nachfolger, die Grafen von Manderscheid-Blankenheim und von Sternberg-Manderscheid. „Man kann davon ausgehen, daß (zum Ende des 13. Jahrhunderts) die alte Holzkapelle (...) durch einen Steinbau ersetzt war.“:9
Die Vorgängerkirche der heutigen war ungefähr bis zur Jahrhundertwende 1700 eine Marienkirche. Offenbar einhergehend mit einer aufwändigen Restaurierung wurden die Heiligen Drei Könige dann Patrone der Kirche. Das Jahrhunderte währende Marienpatronat ist heute noch durch den Termin der Kirmes zum Fest Mariä Geburt in der zweiten Woche im September in Gimmersdorf, Ließem und Oberbachem präsent. Im Jahr 1778 war das Kirchengebäude so baufällig, dass es einstürzte. 1782 wurde der Baumeister Michael Leydel von der Gräfin Augusta von Manderscheid-Blankenheim mit einem Neubau auf den bestehenden Fundamenten beauftragt.

## Baubeschreibung
Der Neubau der Kirche in Form einer klassizistischen Saalkirche war 1790 abgeschlossen. Voraus ging ein Streit über den Standort des Turms. Die Gemeindemitglieder, die den Turm finanzierten, und der Pfarrer, zuständig für die Finanzierung der Sakristei, schufen Fakten und errichteten das Fundament des fünfgeschossigen Turms und zugleich der Sakristei entgegen der Planung des Baumeisters hinter dem Chor. Somit steht der Kirchturm nicht wie traditionell üblich im Westen, sondern östlich als Choranschlussturm am Kirchenbau. Über dem Eingang befindet sich in einer Nische eine Madonnenfigur.
Wegen Platzmangels gab es 1916 und 1917 Pläne, die Kirche nach dem Vorbild der Kirche St. Stephanus in Leimersdorf zu verlängern, ein Querschiff als neues Hauptschiff zu ergänzen oder nach dem Vorbild der neuen Barockkirche St. Mariä Himmelfahrt in Herzogenrath neuzubauen. Auch wegen der Hyperinflation bis 1923 konnten diese Pläne nicht umgesetzt werden.

## Lage
Die Kirche liegt zentral in der Ortslage von Oberbachem. Um die Kirche befindet sich ein Friedhof mit einigen alten Grabkreuzen aus Trachyt. Der Themenwanderweg Feuerroute im südlichen Naturpark Rheinland führt an der Kirche vorbei. Unmittelbar neben der Kirche steht ein denkmalgeschütztes Fachwerkhaus von um 1840, das bis zum Anfang des 20. Jahrhunderts u. a. die Dorfschule beheimatete und jetzt als Pfarrheim dient (Nummer 44 in der Liste der Baudenkmäler in Wachtberg).

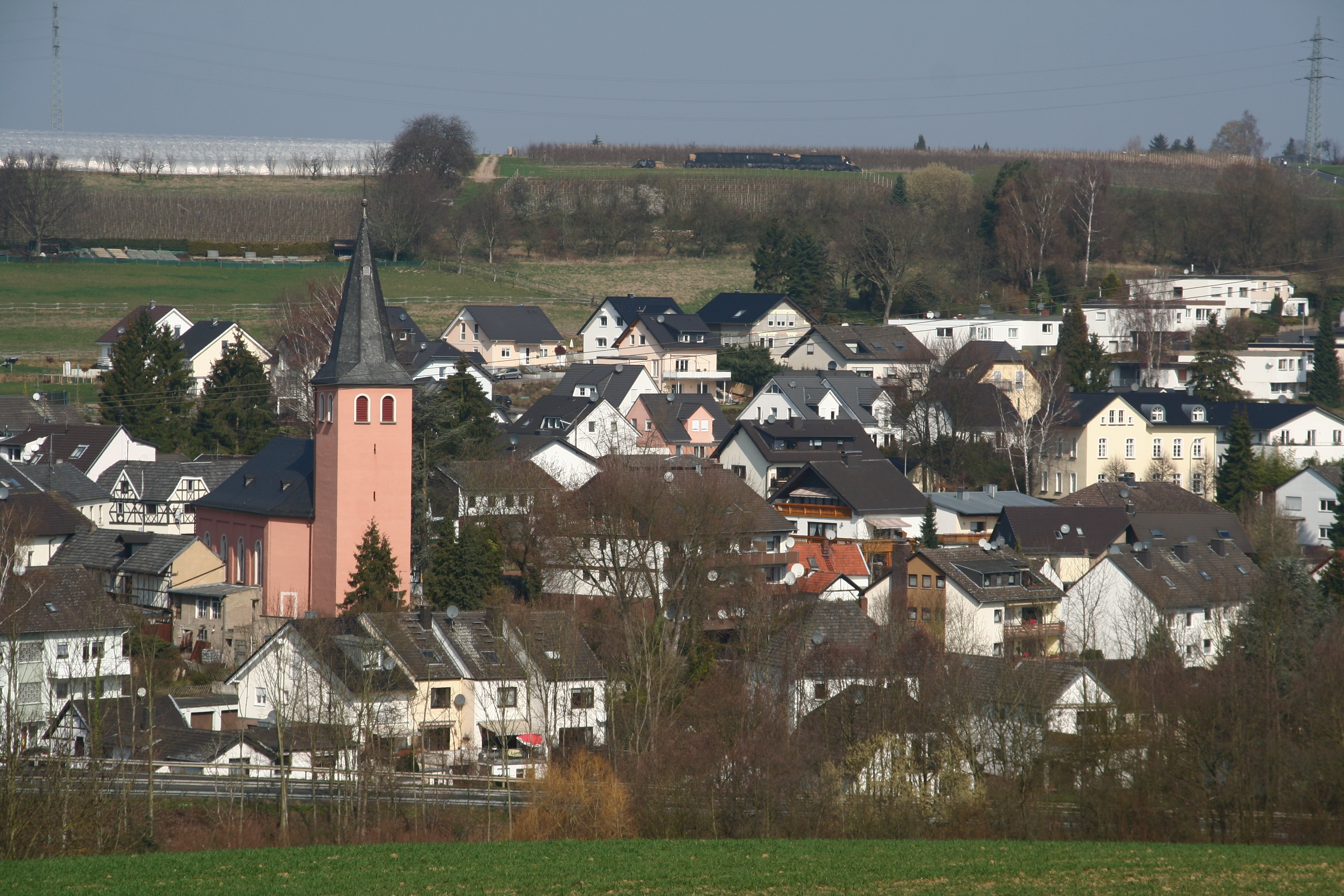
Oberbachem
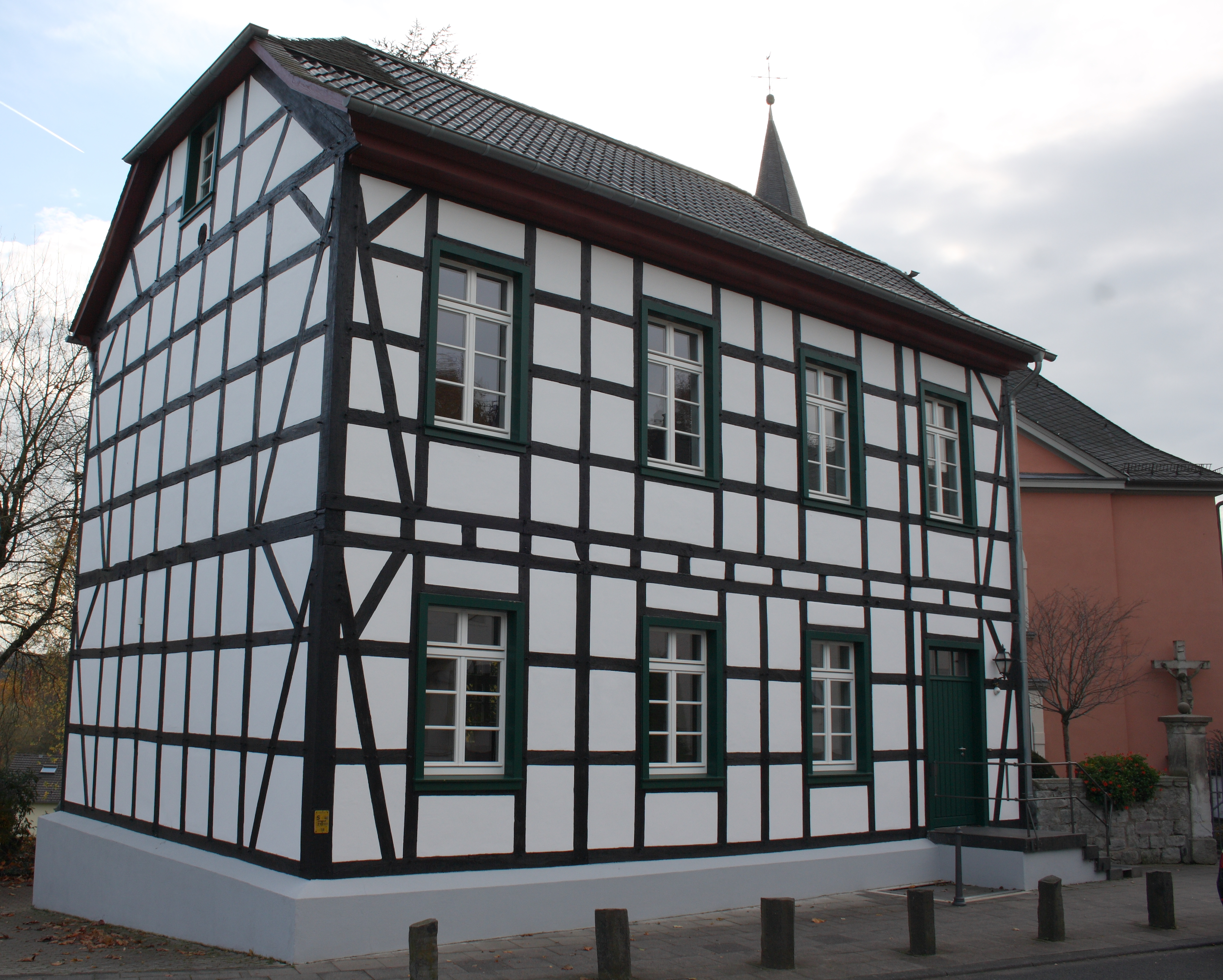
Pfarrheim Oberbachem
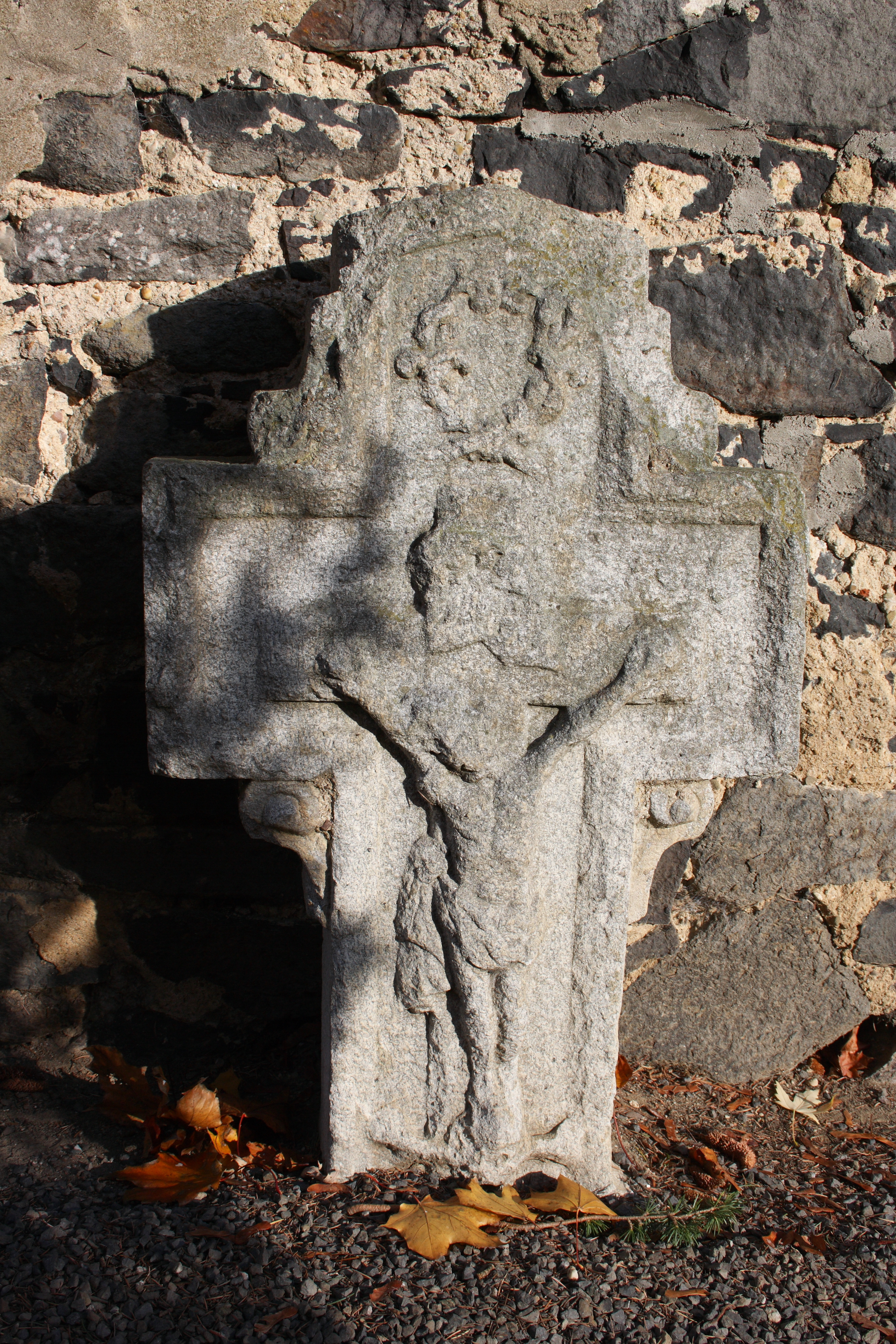
Grabkreuz aus Trachyt
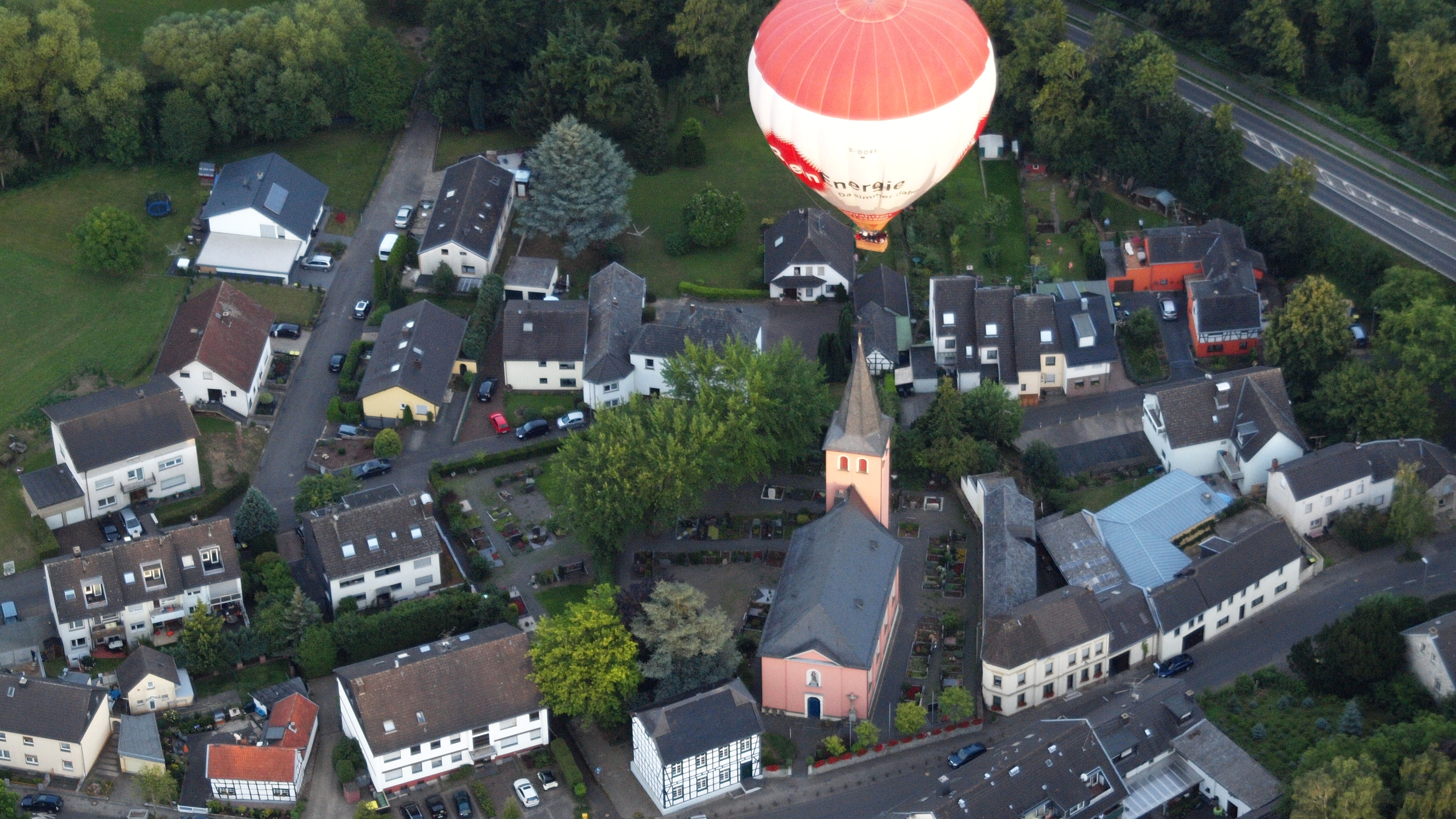
Heilige Drei Könige, Luftaufnahme (2015)

## Innenausstattung

### Altäre
Der barocke Hochaltar zeigt zentral ein Bild der Anbetung der Heiligen Drei Könige, oberhalb befindet sich eine Madonnenstatue. Der linke Seitenaltar ist dem heiligen Sebastian geweiht, der rechte Seitenaltar der heiligen Maria. Die Altäre sollen aus dem 1802 säkularisierten Kloster Marienforst in Godesberg stammen.

### Kirchenfenster
Die acht Fenster sind aus der Werkstatt Oidtmann für Glasmalerei aus Linnich und zeigen in zwei Fenstern großformatig die Anbetung der Heiligen Drei Könige und die Schmerzhafte Mutter. In den acht Fensterspitzen sind die Heiligen: Gregor der Große, Franz von Assisi, Josef von Nazaret, Scholastika von Nursia, Elisabeth, Johannes der Täufer, Antonius von Padua und Cäcilia von Rom dargestellt. Die Fenster wurden im Jahr 1897 eingesetzt.

### Orgel
Die Barockorgel stammt von dem Vredener Orgelbauer Mauritz Hermann Böntrup, der diese 1710 für die dortige St.-Georgs-Kirche erbaute. Den Prospekt schuf der Bildhauer Elsbeck. Die Pfarrgemeinde Oberbachem erwarb die Orgel 1850. Sie wurde per Schiff vom Niederrhein nach Mehlem transportiert und von Ludwig Hünd in umgebauter und umdisponierter Form aufgestellt.
Die Orgel wurde 1957 von der Orgelbaufirma Klais aus Bonn umgebaut und auf 23 Register erweitert, darunter sechs Register für das Pedalwerk. 1998 folgte eine Restaurierung. Das Instrument hat ca. 1.350 Pfeifen. Sie ist die älteste noch erhaltene zweimanualige Orgel in der Region Bonn / Rhein-Sieg. Aus dem Registerbestand des 18. Jahrhunderts sind noch zehn Register erhalten. Das Instrument verfügt über folgende Disposition:
| I Rückpositiv C– |               |    |   |
| 1.               | Hohlpfeife    | 8′ | K |
| 2.               | Gamba         | 8′ | H |
| 3.               | Principal     | 4′ | B |
| 4.               | Rohrflöte     | 4′ | B |
| 5.               | Octav         | 2′ | B |
| 6.               | Cornett IV    |    | K |
| 7.               | Scharf III–IV | 1′ | K |
| 8.               | Krummhorn     | 8′ | K |
|                  | Tremulant     |    |   |

| II Hauptwerk C– |               |     |   |
| 9.              | Bordon        | 16′ | K |
| 10.             | Principal     | 8′  | B |
| 11.             | Hohlpfeif     | 8′  | K |
| 12.             | Octav         | 4′  | B |
| 13.             | Gedecktflöte  | 4′  | B |
| 14.             | Quint         | 3′  | B |
| 15.             | Waldflöte     | 2′  | H |
| 16.             | Mixtur III–IV | 2′  | B |
| 17.             | Trompete      | 8′  | B |

| Pedal C– |              |     |   |
| 18.      | Subbaß       | 16′ | K |
| 19.      | Principalbaß | 8′  | K |
| 20.      | Spitzgedackt | 8′  | K |
| 21.      | Choralflöte  | 4′  | K |
| 22.      | Octav        | 2′  | B |
| 23.      | Holzposaune  | 16′ | K |

- Koppel: II/I, I/P, II/P

B = Böntrup (1710)
H = Hünd (1850)
K = Klais (1957)

## Geläut
Bis 1942 bestand das Geläut aus drei 1932 von Werner Hubert Paul Maria Hüesker aus  Gescher gegossenen Glocken, wovon die Christ-König-Glocke und die Dreikönigen-Glocke 1942 zu Kriegszwecken abgegeben werden mussten. Bereits im Ersten Weltkrieg wurde eine 1823 von Georg Claren in Sieglar gegossene Glocke konfisziert. Die Marienglocke von 1562 war von 1932 bis 1947 nicht Teil des Geläuts. Das Geläut besteht seit 1947 aus zwei Glocken:
| Nr. | Name                        | Gussjahr | Gießer, Gussort                                                        | Nominal | Gewicht | Durchmesser | Inschrift |
| 1   | Marien-Glocke               | 1562     | Dederich von Cöllen                                                    | as1 -4  | 480 kg  | 947 mm      | Jhesus MAria Hischen ich, tzo dem deinst Gotz roiffen ich, du sunder bekeir dich, so geiff dier got sein, ewigerich anno 1562, Iasper Melgor Baltasar |
| 2   | Marien-Glocke               | 1932     | Werner Hubert Paul Maria Hüesker, Fa. Petit & Gebr. Edelbrock, Gescher | b1 +3   | 350 kg  | 835 mm      | Maria Mutter voll der Schmerzen, bewahr uns in deinem Herzen. Gottesmutter reine Maid, gelobt seist du gebenedeit                                     |
|     | ehem. Christus-König-Glocke | 1932     | Werner Hubert Paul Maria Hüesker, Fa. Petit & Gebr. Edelbrock, Gescher | f1      | 1024 kg | 1170 mm     | Christus dem König bin ich geweiht, sein Lob verkünd ich allezeit. König der Herrlichkeit, schenk uns deinen Frieden                                  |
|     | ehem. Dreikönigen-Glocke    | 1932     | Werner Hubert Paul Maria Hüesker, Fa. Petit & Gebr. Edelbrock, Gescher | as1     | 577 kg  | 960 mm      | Ihr Könige aus Morgenland, führt gnädig uns mit weiser Hand. O Stern so hell und klar, leucht uns auf immerdar                                        |

## Ehemalige Pfarrei Heilige Drei Könige Oberbachem
Zur Pfarrei Heilige Drei Könige gehörten die Ortschaften Gimmersdorf, Kürrighoven, Ließem und Oberbachem. Kirchengebäude in der Pfarrei waren neben der Pfarrkirche die St. Josef-Kapelle in Gimmersdorf, die Scholastika-Kapelle in Kürrighoven, die St. Marien-Kapelle in Ließem und die Wegekapelle in Oberbachem. Das Pfarrhaus aus dem Jahr 1848 war in Oberbachem. Am 1. Januar 2010 ist die Pfarrei aufgegangen in der neu gegründeten Katholischen Kirchengemeinde St. Marien, Wachtberg.

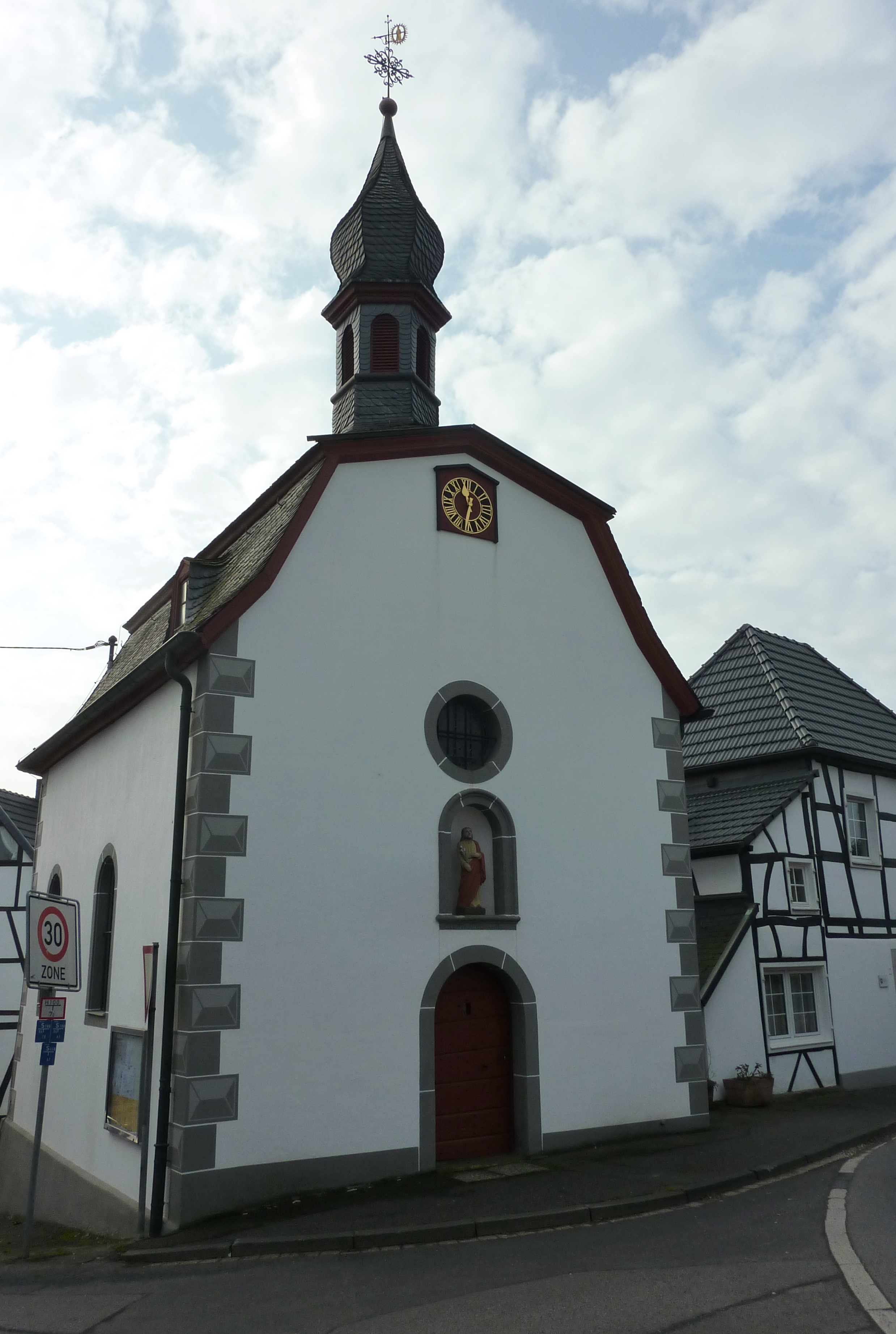
Kapelle St. Josef in Gimmersdorf
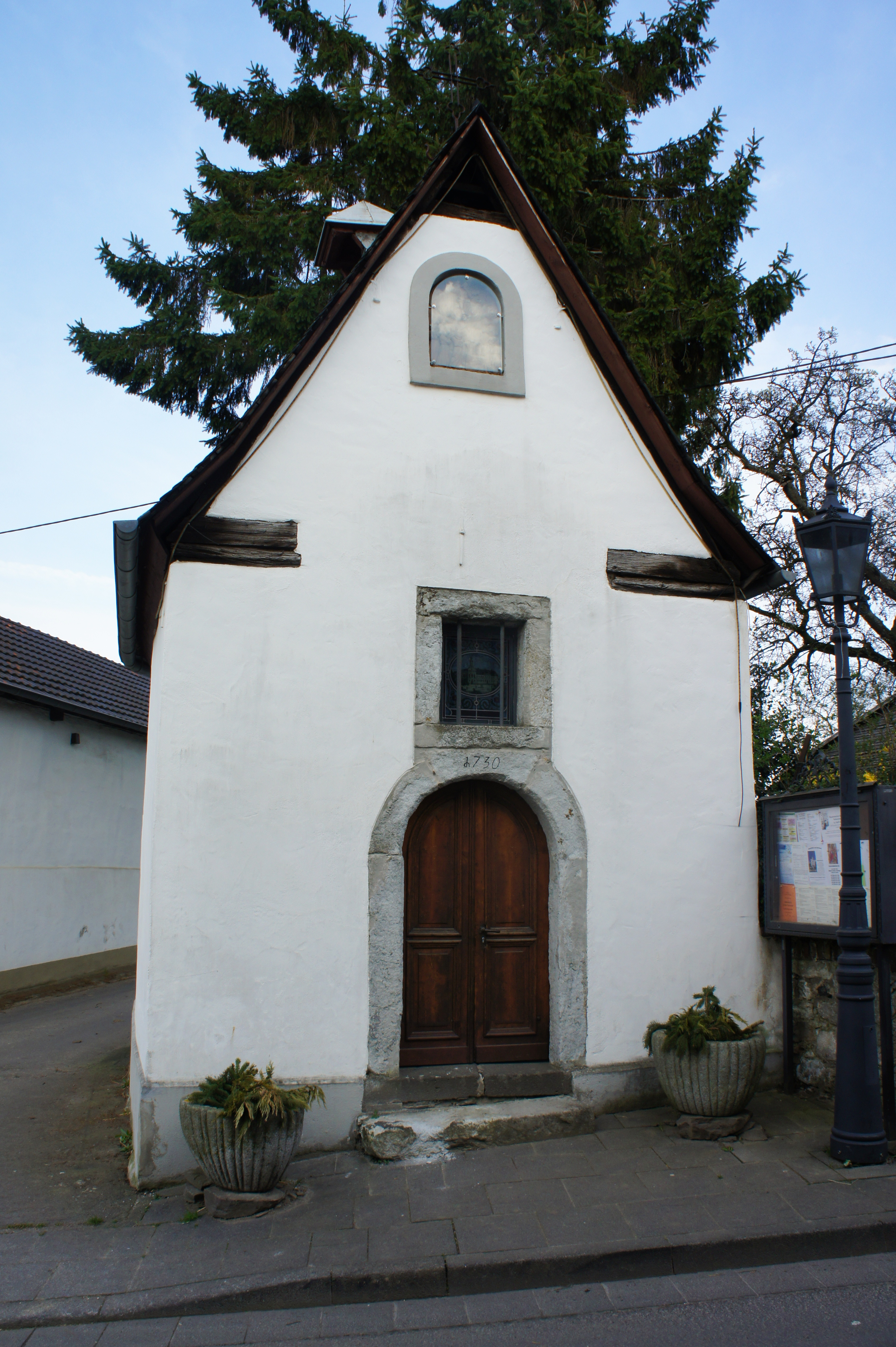
Scholastika-Kapelle in Kürrighoven
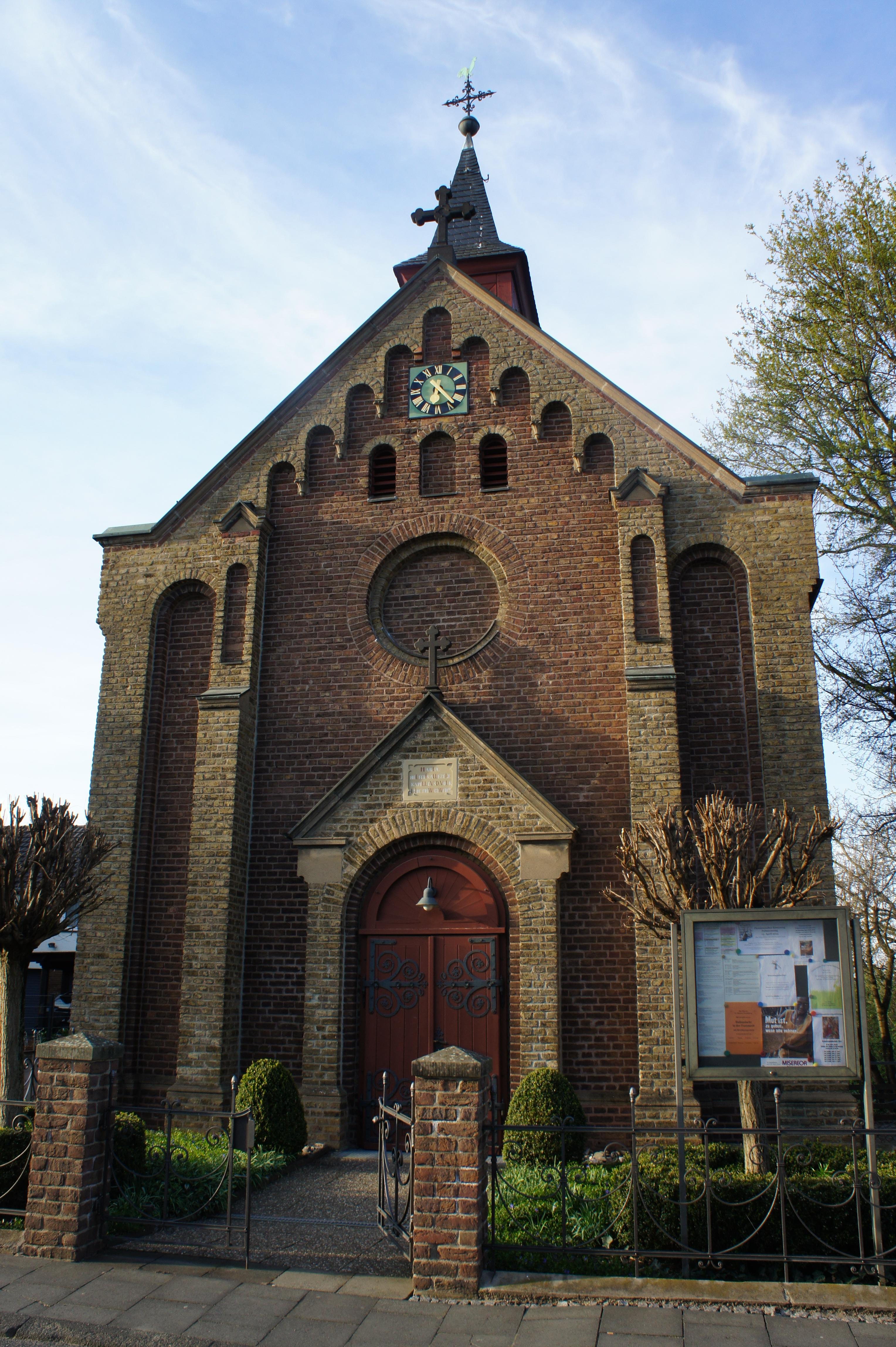
Marien-Kapelle in Ließem
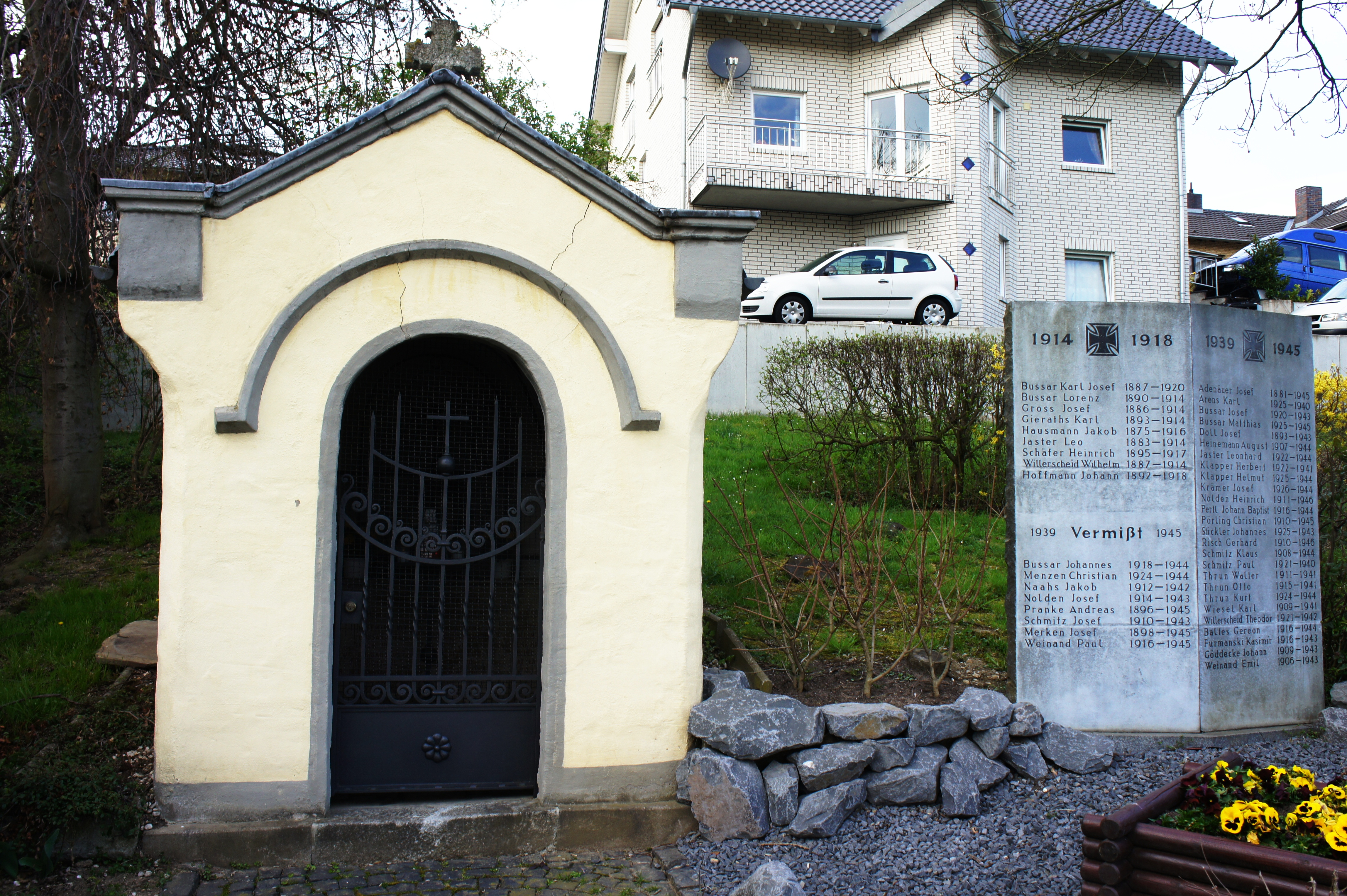
Wegekapelle in Oberbachem
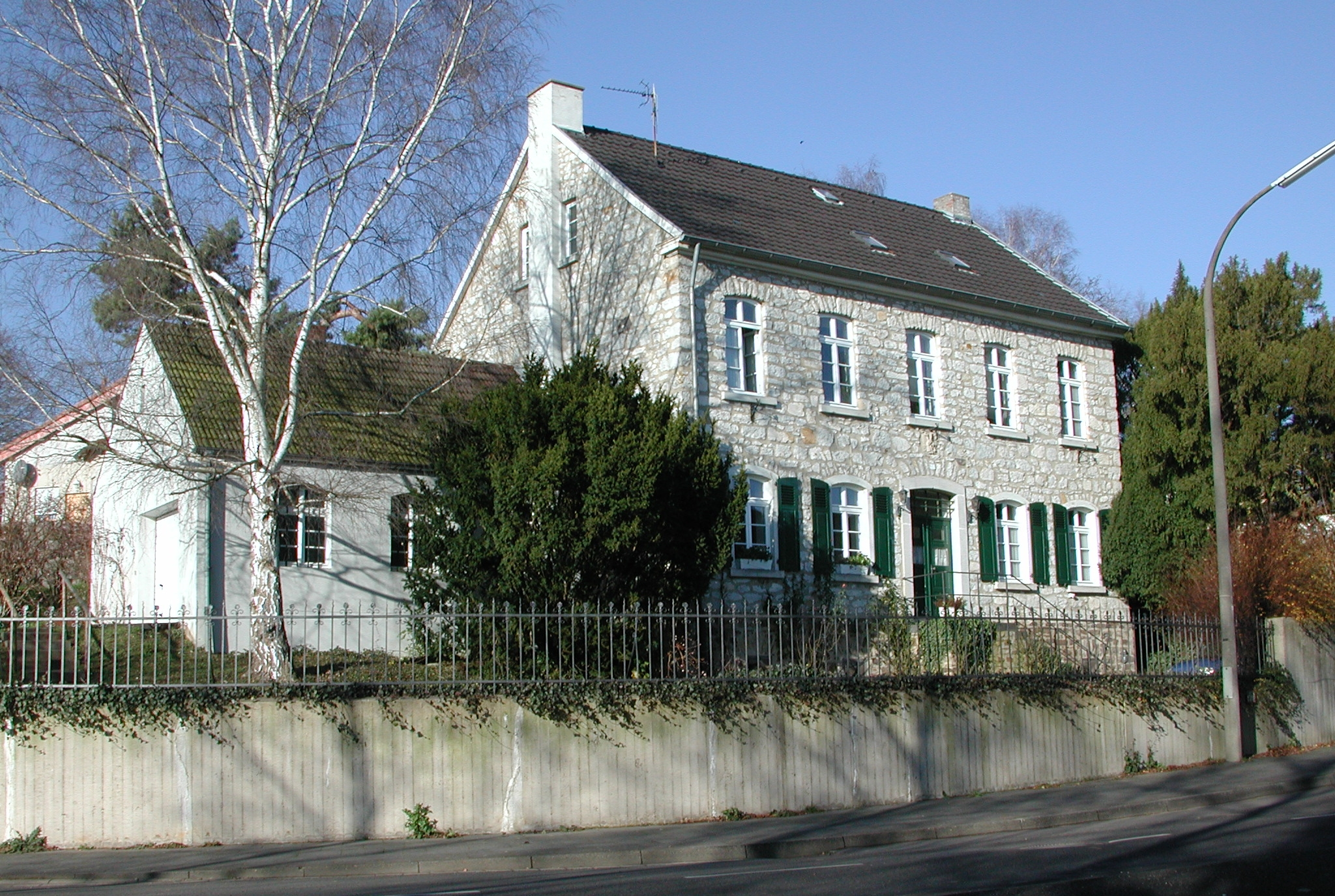
Ehemaliges Pfarrhaus in Oberbachem

### Pfarrer
Von 1914 bis 1920 war der spätere Jesuit und Autor geistlicher Schriften Paul Rondholz Pfarrer in Oberbachem. Rolf Berchem (1985–2006) und Hermann Josef Zeyen (2006–2009) waren die letzten Pfarrer der Pfarrei Heilige Drei Könige.